# Clash of Clans
Clash of Clans (рус. «Столкновение кланов») — стратегическая игра, созданная финской студией-разработчиком Supercell для мобильных устройств. Распространяется по модели free-to-play.

## Игровой процесс
Clash of Clans — стратегия в реальном времени, в которой игроку необходимо нужно тщательно планировать и рассчитывать каждое действие, поскольку игроку придётся не только оборонять свою деревню от нападений других пользователей, но и атаковать их самому. Кроме прохождения одиночной кампании, можно участвовать в турнирах. Для того, чтобы занять в них достойное место, нужно активно сражаться с другими игроками. Но даже если воевать ни с кем не хочется, ни один пользователь не застрахован от атаки на свою деревню, если нет щита или защиты. В Clash of Clans любому придётся участвовать в сражениях ради трофеев и ресурсов.

### Сюжет
В игре сюжетная линия основывается на прохождении одиночной кампании, в которой игрок будет сражаться с деревнями гоблинов (ботов), завоёвывая и разрушая их крепости. В остальном игрок может действовать совершенно свободно. И это тоже одна из причин успеха игры.

### Кланы, клановые войны и игры кланов
Ещё одна возможность игры — создание своего клана или присоединение к уже существующему военному союзу. Вступление в клан открывает новые горизонты для сражений — можно будет участвовать в увлекательных «Клановых войнах» между разнообразными кланами. Ещё участие в клане существенно увеличивает мощность собственной базы. Игрок в любой момент может запросить подкрепление войсками у своих друзей. Если в клане есть участники, играющие давно, они могут прислать более мощных воинов. Тех, в свою очередь, можно использовать как для нападения на другие деревни, так и для защиты своей родной деревни. Самая главная особенность этой игры заключается в долгом процессе модернизации базы и воинов, осложняющимся тем, что чем лучше элементы собственной базы, тем дороже стоит их модернизация, тем больше их количество, тем больше ущерб от нападения врагов и тем дороже стоимость восстановления.
В игре существует система «клановых войн», в которой игроки (их может быть любое количество) одного клана должны нападать на деревни игроков другого клана. Чем больше звезд наберёт тот или иной клан, тем выше процент победы клана в войне. По окончании «Клановой войны» игрок получает некоторое количество ресурсов, забранных с уничтоженных им деревень, а клан получает опыт.
Вместо Клановых войн каждый месяц начинается «Лига войн кланов». Механика в ней такая же, как и в «клановых войнах», однако за победу игроки получают не только ресурсы, но и «Медали лиги», за которые игрок может купить разнообразные и необычные ресурсы и предметы.
Также в игре каждый месяц ведётся особая система «Игры кланов». Она заключается в наличии множества дополнительных испытаний для игроков клана, выполнение которых игроками, по окончании Игр, дает им возможность получить дополнительные награды.

### Особые пропуска
«Серебряный пропуск» — это система испытаний для игрока, которую игрок может выполнять? просто играя в игру. За выполнение испытаний игроку начисляются очки, по определённому количеству которых игрок получает бесплатные награды в виде ресурсов и некоторых особых предметов.
«Золотой пропуск» — это та же система, однако она является более привилегированной. Заплатив за Золотой пропуск, игрок может получить намного больше наград, особые скидки на продвижения деревни, а также гарантированный скин на Героя.

## Региональные ограничения
4 июня 2015 года игра была ошибочно внесена в Федеральный список экстремистских материалов под номером 2980. Впоследствии этот пункт был исключен.
9 марта 2022 года компания Supercell объявила об удалении своих игр из магазинов App Store и Google Play в России и Белоруссии в связи с военными действиями между Россией и Украиной.
14 марта 2023 года компания Supercell заблокировала Clash of Clans на территории России и Беларуси.

## Критика
| Сводный рейтинг    | Сводный рейтинг |
| Агрегатор          | Оценка          |
| ------------------ | --------------- |
| GameRankings       | iOS: 80 %       |
| Metacritic         | iOS: 74/100     |
| Иноязычные издания |                 |
| Издание            | Оценка          |
| 148 Apps           | [ 6 ]           |
| Android Police     | 4,5/5           |
| Gamezebo           | [ 8 ]           |
| Modojo             | 3/5             |
| Pocket Gamer       | 9/10            |
| Tom's Guide        | 3,5/5           |

Clash of Clans получил в целом положительные отзывы. Игра набрала 74 / 100 баллов на Metacritic и 80 % на GameRankings.
Лейф Джонсон из Gamezebo дал игре оценку 4,5 / 5. Он отметил, что игровой процесс сильно искажён, чтобы побудить игрока покупать драгоценные камни, но похвалил добавление одиночной кампании.

### Коммерческий успех
Clash of Clans вошёл в пятерку самых загружаемых приложений App Store в период с декабря 2012 года по май 2013 года.
В 2013 году Clash of Clans была третьей игрой по доходам в App Store и первой игрой в Google Play.
В феврале 2014 года сообщалось, что игра приносила Supercell ежедневный доход в размере 654 000 долларов.